# Manny Get Your Gun
Manny Get Your Gun é o oitavo episódio da segunda temporada da série Modern Family. O episódio foi exibido originalmente pela ABC no dia 17 de novembro de 2010 nos EUA. O episódio foi inicialmente chamado de "Dash, Flash, Crash".

## Sinopse
Todo mundo está se reunindo em um restaurante para comemorar o aniversário de Manny, embora Manny vive uma crise de mini-vida. Enquanto isso, no caminho para o restaurante, Phil e Claire decidem participar de uma corrida de carros não tão amigável, Mitch e Cam vão se desviar quando param no shopping para pegar um presente.

## Críticas
Na sua transmissão original americana, "Manny Get Your Gun" foi visto por cerca de 12.092 mil famílias. O episódio recebeu críticas positivas dos críticos. Joel Keller da AOL's TV Squad chamou o episódio de "um dos melhores da temporada". Apesar disso, ele sentiu que o enredo de Mitch e Cam não era tão engraçado como eles geralmente são. Donna Bowman do The AV Club's  deu ao episódio um "A-". Rachel Maddux de Nova York deu o episódio um comentário positivo. Ela sentiu que o episódio trouxe a série de volta de sua queda, e também comentou: "Este tipo de episódio é muito bonito porque nós começamos a amar este show em primeiro lugar".
Kara Klenk da TV Guide chamou de "outro grande episódio". Matt Roush chamou o episódio de "ouro cômico" e sentiu que o episódio foi "disparando em todos os cilindros". James Poniewozik do Time deu ao episódio uma avaliação positiva. Ele sentiu que esse episódio não chegou ao nível de "Fizbo", mas que a melhor parte do episódio foi a corrida de carros.